# Joseph Lehmann (Rabbiner)

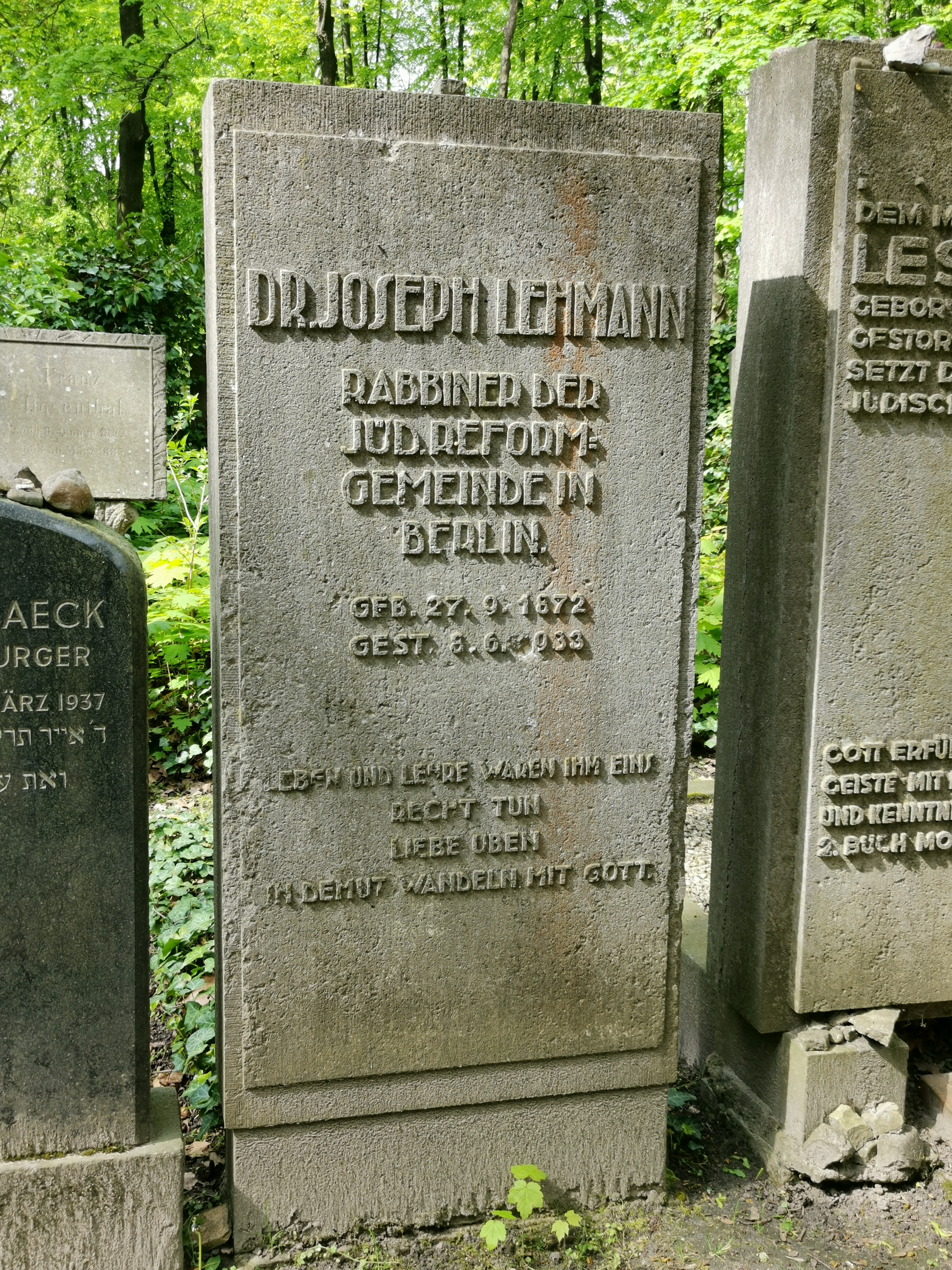
Grabstätte auf dem Jüdischen Friedhof Berlin-Weißensee, Feld G 1

Joseph Lehmann (* 17. September 1872 in Warburg; † 8. Juni 1933 in Berlin) war ein deutscher Rabbiner und Historiker.

## Jugend und Ausbildung
Joseph Lehmann kam in der westfälischen Kleinstadt Warburg als Sohn der Amalie Lehmann (* 15. Juli 1842; † 4. April 1913), geb. May, und des seit 1867 mit ihr verheirateten Kaufmanns Jakob Lehmann (* 2. Juli 1837; † 13. August 1921) zur Welt. Er war ein Enkel des Kaufmanns Seckel Eduard Lehmann und Neffe eines Rabbiners David Lehmann.
Nach dem Abitur am Gymnasium Marianum in Warburg war er 1891 bis 1893 Schüler des orthodoxen Rabbiners Markus Horovitz (1844–1910) in Frankfurt am Main. 
1893 ging er an das Rabbinerseminar zu Berlin, wo er der Lieblingsschüler von Esriel Hildesheimer (1820–1899) gewesen sein soll. Unter dem Einfluss der Arbeiten des Göttinger Theologen und Orientalisten Julius Wellhausen verließ er die Einrichtung allerdings bald, weil er dort eine exakte wissenschaftlich-kritische Quellenforschung vermisste. Zum Wintersemester 1897/1898 schrieb er sich an der Hochschule für die Wissenschaft des Judentums ein. Seit 1894 studierte Lehmann parallel am Historischen Seminar an der Friedrich-Wilhelms-Universität in Berlin mittelalterliche und neuzeitliche Geschichte. 1904 promovierte er in Greifswald mit einer Arbeit über den englischen König Johann Ohneland.

## Rabbiner in Berlin
Danach unterrichtete Lehmann an der Religionsschule der Gemeinde Adass Jisroel und predigte in verschiedenen liberalen Synagogen im Großraum Berlin. Dabei erregte er gelegentlich Anstoß durch Kritik an den Zeremonialgesetzen. So wandte er sich gegen die Beschneidung und trat für die Sonntagsfeier ein. 1910 wurde er Rabbiner an der 1845 gegründeten Jüdischen Reformgemeinde.
Seit etwa 1906 war Lehmann mit dem Maler Lesser Ury befreundet und hielt bei dessen Beisetzung am 21. Oktober 1931 die Grabrede. Dabei würdigte er den Verstorbenen als deutschen, seiner Heimat verpflichteten Künstler, wogegen der Zionist Alfred Klee Widerspruch anmeldete. Mehrere Gemälde von Lesser Ury, teils auf einer Versteigerung im Oktober 1932 bei Paul Cassirer erworben, waren in Joseph Lehmanns Besitz.
Lehmann engagierte sich im 1893 gegründeten Central-Verein deutscher Staatsbürger jüdischen Glaubens (CV) und gehörte dem Hauptvorstand an. Von 1910 bis Februar 1932 war er Mitglied der Spinoza-Loge. Auch im Freien jüdischen Volkshochschulverband amtierte er als Vorsitzender. 1928 nahm er als Redner am Berliner Kongress der „World Union for Progressive Judaism“ teil, zu dessen Vorstand er ebenfalls gehörte.
Lehmann betrachtete sich als Deutscher jüdischen Glaubens und trat für den Gedanken einer „deutsch-jüdischen Symbiose“ ein. Im Ersten Weltkrieg diente er als kaisertreuer Soldat. Nach der „Machtergreifung“ der Nationalsozialisten schrieb er in einem Artikel im Hinblick auf das Judentum: „Der deutschen Volksgemeinschaft gehören wir an und wollen wir angehören auf Gedeih und Verderben.“ Auch in einem Leserbrief an das Berliner Tageblatt vom 30. März 1933 trat er für diese Haltung ein.
Am 8. Juni 1933 verstarb Joseph Lehmann infolge eines Herzinfarkts. In Nachrufen wurde er als „Führer des deutschen Reformjudentums“ bezeichnet. Er wurde am 11. Juni 1933 in der Ehrenreihe des Jüdischen Friedhofs in Berlin-Weißensee beigesetzt.

## Familie
Joseph hatte acht Geschwister. Julie (1869–1942) wurde deportiert und in Theresienstadt ermordet; Bertha (1870–1940) verstarb in Warburg; die jüngere Schwester Johanna Lehmann (1875–1944) leitete seit 1910 das jüdische Waisenhaus für Mädchen „Charlotte Merores-Itzeles“ in Wien-Döbling; sie kehrte 1938 nach Warburg zurück, wurde nach Theresienstadt deportiert und 1944 in Auschwitz ermordet. Thekla (1876–1964) heiratete nach ihrer Ausbildung zur Pädagogin 1909 den Rabbiner Benzion Kellermann (1869–1923) und zog nach Berlin-Charlottenburg. Ihr und ihrem Sohn Heinz Kellermann gelang 1937 die Flucht nach Großbritannien, wo sie in Manchester verstarb. Henry Kellermann wurde US-amerikanischer Diplomat. Ein jüngerer Bruder Julius (1879–1944) war im Versicherungswesen tätig und nach Frankreich emigriert, wo er mit seiner Frau verhaftet, deportiert und 1944 in Auschwitz ermordet wurde. Die Schwester Emma (1881–1938) heiratete einen Nürnberger Fabrikanten und starb in Berlin. Der jüngste, Eduard Lehmann (1882–1964), wurde Rechtsanwalt in Saarbrücken, emigrierte ebenfalls nach Frankreich und überlebte; 1962 wurde er Vorsitzender der jüdischen Gemeinde im Saarland. 

## Nachleben
- Die Jüdische Reformgemeinde Berlin errichtete im Frühjahr 1934 eine „Dr. Joseph Lehmann-Stiftung“.[17]
- Im August 1935 wurde die Joseph-Lehmann-Schule in der Joachimsthaler Straße 13 in Berlin eröffnet,[18] deren erster Direktor Fritz Wachsner (1886–1942) wurde.[19]

## Werke
- Johann ohne Land. Beiträge zu seiner Charakteristik. Diss. Greifswald 1904 (Historische Studien, Bd. 45), Nachdruck: Kraus, Vaduz 1965.
- Purim. Predigt, gehalten im Gotteshause der jüdischen Reformgemeinde von Dr. Joseph Lehmann am 3. März 1912, veröffentlicht vom Vorstande der Gemeinde, Berlin 1912.
- Rede zum 100. Geburtstage Aaron Bernsteins. Gehalten im Gotteshause der Jüdischen Reformgemeinde von Dr. Joseph Lehmann bei der Seelenfeier am 7. Tage des Passahfestes, 8. April 1912. Veröffentlicht vom Vorstande der Gemeinde, Berlin 1912.
- Kriegslieder in der Bibel. Berlin 1915 (Aus dem Gemeindeblatt der Jüdischen Gemeinde Berlin Bd. 5, Nr. 1, 8. Januar 1915).
- Sammlung von Predigten und Reden im Leo Baeck Institut, Center for Jewish History, New York, USA (Katalogeintrag).

## Mitarbeit an Periodika
- CV-Zeitung.
- Gemeindeblatt der Jüdischen Gemeinde zu Berlin. Amtliches Organ des Gemeindevorstandes.
- Jüdisch-liberale Zeitung. Organ der Vereinigung für das liberale Judentum.
- Mitteilungen der Jüdischen Reformgemeinde zu Berlin.

## Briefe
- Korrespondenz mit Else Domnitzer in der Wiener Holocaust Library.
- Brief an Fritz Wachsner von 1919 im Jüdischen Museum Berlin.